# No More Mr. Nice Guy Tour
No More Mr. Nice Guy Tour – trzecia trasa koncertowa Alice Coopera; w jej trakcie odbyło się osiemdziesiąt jeden koncertów.

## Trasa
1. 10 marca 2011 - Tucson, Arizona, USA – Tucson Convention Center
2. 12 maja 2011 – Elizabeth, Indiana, USA - Hoershoe Southern Indiana
3. 14 maja 2011 – Québec, Quebec, Kanada – Pavillon de la Jeunesse
4. 16 maja 2011 – Ottawa, Ontario, Kanada - Ottawa Civic Centre
5. 17 maja 2011 – Hamilton, Ontario, Kanada – Hamilton Place Theatre
6. 18 maja 2011 – Sudbury, Ontario, Kanada – Sudbury Community Arena
7. 20 maja 2011 – Rama, Ontario, Kanada – Casino Rama Entertainment Centre
8. 21 maja 2011 – Sylvania, Ohio, USA – Centennial Trace
9. 28 maja 2011 – Buenos Aires, Argentyna - Malvinas Argentinas
10. 31 maja 2011 – Porto Alegre, Brazylia – Pepsi On Stage
11. 2 czerwca 2011 – São Paulo, Brazylia – Credicard Hall
12. 3 czerwca 2011 – Rio de Janeiro, Brazylia – Citibank Hall
13. 7 czerwca 2011 – Belfast, Irlandia Północna – Odyssey Arena
14. 8 czerwca 2011 – Dublin, Irlandia - The O2
15. 10 czerwca 2011 – Montereau, Francja – Parc De Noues
16. 11 czerwca 2011 – Donington Park, Anglia – Download Festival
17. 14 czerwca 2011 – Bukareszt, Rumunia – Arenele Romane
18. 17 czerwca 2011 – Weismain, Niemcy – Waldstadion
19. 19 czerwca 2011 – Stambuł, Turcja – Sonisphere Festival w Küçükçifitlik Park
20. 24 czerwca 2011 – Bazylea, Szwajcaria – Sonisphere Festival w St. Jakobs Gelände
21. 4 lipca 2011 – Sztokholm, Szwecja – Gröna Lund
22. 6 lipca 2011 – Oslo, Norwegia – Telenor Arena
23. 7 lipca 2011 – Gävle, Szwecja – Getaway Rock Festival
24. 8 lipca 2011 – Helsinki, Finlandia – Stadion Olimpijski
25. 9 lipca 2011 – Kvinesdal, Norwegia – Norway Rock Festival
26. 5 sierpnia 2011 – Billings, Montana, USA – Alberta Bair Theater
27. 6 sierpnia 2011 – Sturgis, Dakota Południowa, USA – Buffalo Chip Campground
28. 7 sierpnia 2011 – Moorhard, Minnesota, USA – Bluestem Center for the Arts
29. 9 sierpnia 2011 – Akron, Ohio, USA – Akron Civic Theater
30. 11 sierpnia 2011 – Grand Rapids, Michigan, USA – Rock the Rapids Festival
31. 12 sierpnia 2011 – Pittsburgh, Pensylwania, USA - Stage AE
32. 13 sierpnia 2011 – Mashantucket, Connecticut, USA – MGM Grand Theatre
33. 15 sierpnia 2011 – Morristown, New Jersey, USA - The Community Theatre
34. 16 sierpnia 2011 – Reading, Pensylwania, USA – Sovereign Center
35. 17 sierpnia 2011 – Columbus, Ohio, USA – Lifestyle Communities Pavillion
36. 19 sierpnia 2011 – Fairlea, Wirginia Zachodnia, USA – State Fair of West Virignia
37. 20 sierpnia 2011 – Englewood, New Jersey, USA – Bergen Performings Arts Center
38. 21 sierpnia 2011 – Red Bank, New Jersey, USA – Count Basie Theatre
39. 23 sierpnia 2011 – Scranton, Pensylwania, USA – Weinberg Theatre
40. 25 sierpnia 2011 – Northampton, Massachusetts, USA – Calvin Theatre
41. 26 sierpnia 2011 – Buffalo, Nowy Jork, USA – Erie Canal Harbor Park
42. 27 sierpnia 2011 – Clarkston, Michigan, USA – DTE Energy Music Theatre
43. 22 września 2011 – Auckland, Nowa Zelandia – Trusts Stadium
44. 24 września 2011 – Brisbane, Australia – Brisbane Convention & Exhibition Centre
45. 26 września 2011 – Sydney, Australia – Enmore Theatre
46. 29 września 2011 – Melbourne, Australia – Palais Theatre
47. 30 września 2011 – Melbourne, Australia – Palais Theatre
48. 2 października 2011 – Perth, Australia – Challenge Stadium
49. 5 października 2011 – Singapur, Singapore Coliseum
50. 7 października 2011 – Dżakarta, Indonezja – e X'Plaza
51. 17 października 2011 – Graz, Austria – Schwarzl Freizeit Zentrum
52. 25 października 2011 – Sheffield, Anglia – Sheffield City Hall
53. 26 października 2011 – Bristol, Anglia – Colston Hall
54. 27 października 2011 – Birmingham, Anglia – National Indoor Arena
55. 29 października 2011 – Londyn, Anglia – Alexandra Palace
56. 30 października 2011 – Manchester, Anglia – O2 Apollo Manchester
57. 31 października 2011 – Glasgow, Szkocja – Clyde Auditorium
58. 2 listopada 2011 – Bruksela, Belgia – Ancienne Belgique
59. 3 listopada 2011 – Lille, Francja – Le Zénith
60. 5 listopada 2011 – Tuluza, Francja – Le Zénith
61. 6 listopada 2011 – Lyon, Francja – Halle Tony Garnier
62. 8 listopada 2011 – Paryż, Francja – Zénith de Paris
63. 9 listopada 2011 – Rouen, Francja - Le Zénith
64. 11 listopada 2011 – Rennes, Francja – Liberte
65. 17 listopada 2011 – Sankt Petersburg, Rosja – Oktyabrsky Concert Hall
66. 19 listopada 2011 – Moskwa, Rosja – Crocus City Hall
67. 26 listopada 2011 – Mount Pleasant, Michigan, USA - Soaring Eagle Casino
68. 27 listopada 2011 – Huntington, Wirginia Zachodnia, USA – Keith-Albee Theatre
69. 29 listopada 2011 – Verona, Nowy Jork, USA – Turning Stone Casino
70. 30 listopada 2011 – Albany, Nowy Jork, USA – Palace Theatre
71. 2 grudnia 2011 – Atlantic City, New Jersey, USA - House of Blues
72. 3 grudnia 2011 – Bridgeport, Connecticut, USA – The Klein Memorial Auditorium
73. 5 grudnia 2011 – Kingston, Ontario, Kanada – K-Rock Centre
74. 6 grudnia 2011 – Kitchener, Ontario, Kanada – Centre In The Square
75. 7 grudnia 2011 – Oshawa, Ontario, Kanada – GM Centre
76. 9 grudnia 2011 – Merrilville, Indiana, USA – Star Plaza Theatre
77. 10 grudnia 2011 – Erie, Pensylwania, USA – Warner Theatre
78. 12 grudnia 2011 – Cincinnati, Ohio, USA – Taft Theatre
79. 13 grudnia 2011 – Atlanta, Georgia, USA – Cobb Energy Performings Arts Centre
80. 14 grudnia 2011 – Orlando, Floryda, USA – Hard Rock Live
81. 15 grudnia 2011 – Hollywood, Floryda, USA – Hard Rock Arena